# Tessen

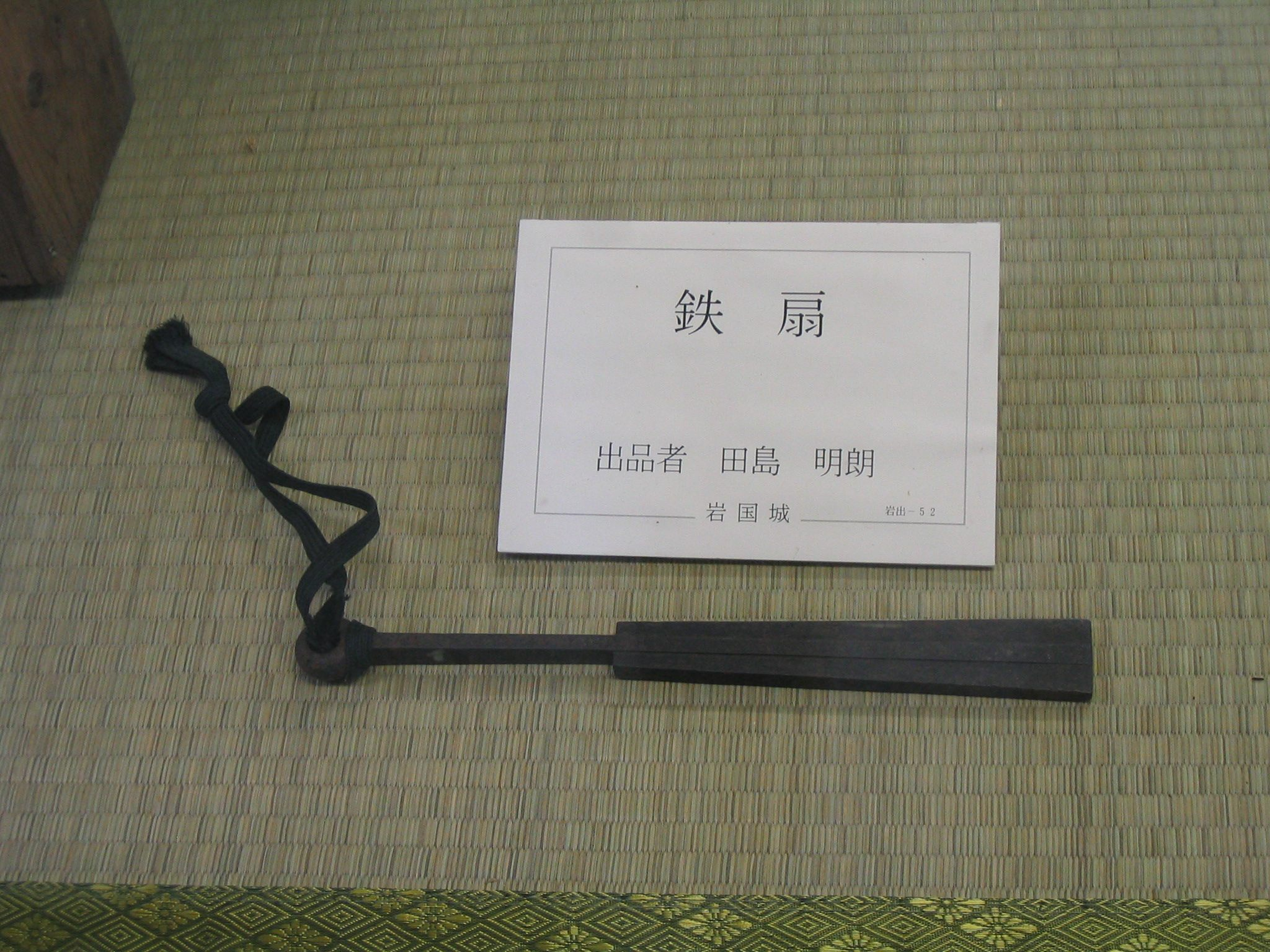
Tessen

Tessen är ett vapen med japanskt ursprung. Vapnet ser ut som en traditionell solfjäder men är tillverkad av metall och kan därmed användas som vapen och skydd. Syftet med detta vapen var att kunna ta det med sig i sammanhang där vapen är förbjudna.